# Вулиця Олександра Махова
Ву́лиця Олекса́ндра Ма́хова — вулиця у Святошинському районі міста Києва, житловий масив Південна Борщагівка. Пролягає від проспекту Академіка Корольова до вулиці Симиренка.

## Історія
Вулиця прокладено на початку 80-х років XX століття під назвою Нова, приблизно на місці колишньої Часової вулиці села Микільська Борщагівка. 1981 року отримала назву вулиця Жолудєва, на честь радянського військового діяча, Героя Радянського Союзу, учасника оборони Києва Віктора Жолудєва.
Сучасна назва на честь українського військового журналіста Олександра Махова — з 2022 року.